# Eduardo Pulgar
Eduardo Enrique Pulgar Daza (Barranquilla, 1969) es un abogado y político colombiano.
Fue senador de la República por el Partido de la U desde 2014 hasta 2020, cuando renunció a su curul en medio de un proceso judicial por corrupción por el que fue hallado culpable en 2021.
En 2022 fue destituido e inhabilitado por 12 años por la Procuraduría General de la Nación por ofrecer 200 millones de pesos (unos $50 mil dólares americanos) al juez Andrés Fernando Rodríguez Caez del departamento de Atlántico.

## Biografía
Eduardo Pulgar Daza, Abogado de profesión, nacido en Barranquilla, es el tercero de cuatro hermanos. Hijo de Eduardo Pulgar Lemus y Emilia Daza Álvarez. Divorciado de Karime Mota Morad, de cuya unión nacieron tres hijos, Marietta, Isabella y Eduardo Elías.
Pulgar Daza adelantó sus estudios en el Colegio Biffi y en el Colegio San Pedro Apóstol terminó sus estudios de secundaria. Egresado de la Universidad Simón Bolívar. Durante su experiencia profesional trabajó en pequeños cargos judiciales, primero en el Tribunal Administrativo de Barranquilla como auxiliar del Magistrado Hernando Duarte, durante cuatro años. Jefe de la Oficina Jurídica de la Universidad del Atlántico, Fiscal en Barranquilla. 
Pulgar Daza dio el salto a la política en el año 2000, cuando de la mano del Partido Liberal y exsenador investigado por parapolítica, Álvaro Ashton, se lanzó al Concejo de Barranquilla. Allí se desempeñó como dirigente político y responsable de las credenciales en la Asamblea del Departamento del Atlántico y Cámara de Representantes. En las elecciones legislativas de 2014 fue elegido Senador de la república con el aval del Partido Social de Unidad Nacional. elegido nuevamente en 2018. 
Ha liderado proyectos[cita requerida] en pro de la Primera Infancia, como obras enfocadas a la educación, a la infraestructura, al saneamiento básico y a la salud[cita requerida] desde la comisión séptima de donde es miembro activo y fue su último presidente. 
Actualmente Pulgar Daza se encuentra bajo orden preventiva de aseguramiento ordenada por la Corte Suprema de Justicia por la presunta comisión del delito de tráfico de influencias y también lo investiga por cohecho y violación de topes electorales.
Deja su escaño a su cuñada, Claudia Pérez Giraldo.

## Desempeño como congresista
El paso de Pulgar Daza por el Congreso ha sido catalogado como "opaco", al no haber sido autor o impulsado ninguna ley clave o por haber citado ningún debate de control político importante.
Se ha hecho célebre en la plenaria por saludar con una frase característica: “¿Qué hay pa’ mí, qué hay pa’ mí?”. Siempre se le oye decir en tono jocoso al tiempo que estira el puño.

## Controversias y líos con la justicia
Pulgar Daza ha estado involucrado en varios escándalos durante su vida política: 
Siendo concejal en junio de 2003 fue noticia porque, previo a unas elecciones regionales, le aparecieron en su oficina 112 cédulas y casi dos millones de pesos en billetes de 20 000 pesos. El hecho pasó durante un operativo policial que dejó cuatro mujeres capturadas. En respuesta, el político dijo que se trataba de un “show publicitario para acabar con su carrera política”.  Ese año el Consejo Nacional Electoral denunció una trampa monumental en las inscripciones de cédulas por la que terminaron abriéndole a Pulgar y otros concejales investigación. Meses después, salió bien librado de estos hechos.
En 2007, la Procuraduría lo inhabilitó por 18 años por haber participado junto a los concejales Alejandro Munárriz y Ernesto Gómez, en el año 2000, en una defraudación millonaria de las arcas de Barranquilla, calculada en más de cinco mil millones de pesos. La Procuraduría encontró que el Concejo de Barranquilla ordenó pagar el sueldo y las prestaciones sociales de 171 personas que supuestamente habían sido funcionarios del Concejo y de la Personería, entre los meses de abril y diciembre del año 2000. Sin embargo, las actas de posesión a partir de las cuales se habían ordenado esos pagos eran falsas y muchas de las personas beneficiadas por los pagos no habían trabajado en realidad en el Concejo de esa ciudad. Dicha orden inhabilitandolo fue luego revocada por el entonces procurador Alejandro Ordóñez en medio de ruidos de supuesto intercambio de favores, debido a que la entonces esposa de Pulgar y senadora, Karime Motta, había votado a favor de la reelección de Ordóñez.
Su familia también ha estado involucrada en escándalos de corrupción electoral. En las elecciones regionales de 2015 María Luisa Pulgar aspiraba al Concejo de Barranquilla por el Partido Liberal y Yesid Pulgar a la Asamblea de Atlántico por el Partido de La U, ambos con el respaldo de su hermano el senador. María Luisa Pulgar obtuvo 5.613 votos al Concejo y Yesid Pulgar 20.049 votos a la Asamblea, pero a los pocos días, en los escrutinios, su votación empezó a aumentar generando sospechas de fraude. Finalmente, estos votos fueron anulados y ninguno de los hermanos resultó elegido.

## Captura por casos de corrupción
En julio de 2020 se revelaron unas grabaciones en las que el congresista Pulgar Daza intenta convencer al juez Andrés Rodríguez Cáez, cuando desempeñaba sus labores en el municipio de Usiacurí (Atlántico), para que aceptara un soborno para favorecer a unos patrocinadores suyos.  La Corte Suprema de Justicia anunció que su Sala Especial de Instrucción asignó a un magistrado que evaluara los hechos para determinar si se abría una investigación formal contra el senador. Por su parte, la Procudaruría General de la Nación abrió una indagatoria preliminar en contra del senador.
La Sala de Instrucción de la Corte Suprema de Justicia ordenó la captura del senador Eduardo Pulgar por tráfico de influencias, en proceso originado en posible oferta ilegal a juez y que también le sigue por delitos de cohecho y violación de topes electorales. Pulgar fue capturado el martes 1º de diciembre en el aeropuerto El Dorado.
En la motivación de la decisión procedente para su captura, la Sala de Instrucción de la Corte Suprema de Justicia indicó que Pulgar Daza realizó gestiones indebidas e intentó sobornar a un juez de la República en favor de un sector de los directivos de la Universidad Metropolitana de Barranquilla, en medio de una disputa por el control de ese claustro. Para la Corte la gestión ilegal, realizada en aras de conseguir un beneficio propio de índole electoral se desplegó “con abuso de la función y del cargo” que ostenta como congresista. Por esa razón, el alto tribunal ordenó su detención preventiva mientras avanza el proceso en su contra.
Condena
El 24 de junio del 2021 el senador Pulgar fue condenado a cuatro años y diez meses de cárcel por la Corte Suprema de Justicia por los delitos de tráfico de influencias y cohecho.
Posteriormente, el 30 de marzo de 2022, Pulgar fue destituido e inhabilitado por 12 años por la Procuraduría General de la Nación por ofrecer 200 millones de pesos (unos $50 mil dólares americanos) al juez Andrés Fernando Rodríguez Caez del departamento de Atlántico.